# Bằng chứng

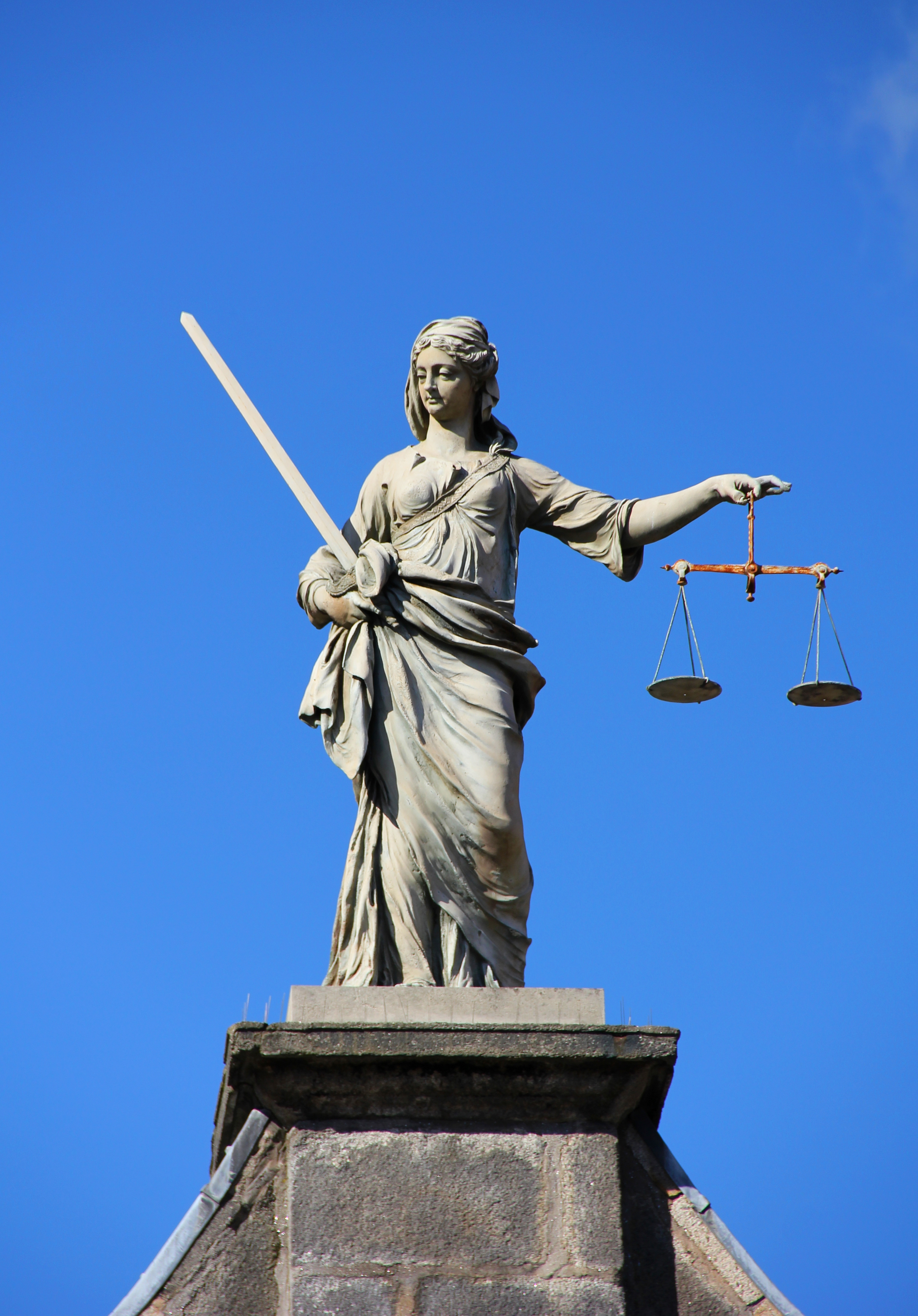
Thang đo cân bằng được thấy trong các mô tả của Nữ thần Công lý Justice có thể được coi là đại diện cho việc cân nhắc bằng chứng trong một thủ tục tố tụng.

Bằng chứng hay chứng cứ được hiểu rộng rãi, là bất cứ điều gì được trình bày để hỗ trợ cho một khẳng định. Hỗ trợ này có thể mạnh hoặc yếu. Loại bằng chứng mạnh nhất là bằng chứng cung cấp bằng chứng trực tiếp về sự thật của một khẳng định. Ở một thái cực khác là bằng chứng chỉ đơn thuần phù hợp với một khẳng định nhưng không loại trừ các khẳng định khác, mâu thuẫn, như trong các bằng chứng gián tiếp.
Trong luật, các quy tắc bằng chứng chi phối các loại bằng chứng được chấp nhận trong một thủ tục tố tụng. Các loại bằng chứng pháp lý bao gồm lời khai, bằng chứng tài liệu, và bằng chứng vật lý. Nói chung, các phần của một vụ án pháp lý không gây tranh cãi được gọi là "sự kiện của vụ án". Ngoài bất kỳ sự thật nào không thể tranh cãi, một thẩm phán hoặc bồi thẩm đoàn thường được giao nhiệm vụ là một bộ ba thực tế cho các vấn đề khác của một vụ án. Bằng chứng và quy tắc được sử dụng để quyết định các câu hỏi thực tế đang tranh chấp, một số trong đó có thể được xác định bởi gánh nặng pháp lý của bằng chứng liên quan đến vụ án. Bằng chứng trong một số trường hợp (ví dụ như tội phạm tử hình) phải có sức thuyết phục hơn so với các tình huống khác (ví dụ như tranh chấp dân sự nhỏ), ảnh hưởng mạnh đến chất lượng và số lượng bằng chứng cần thiết để quyết định vụ án.
Bằng chứng khoa học bao gồm các quan sát và kết quả thí nghiệm phục vụ cho việc hỗ trợ, bác bỏ hoặc sửa đổi một giả thuyết hoặc lý thuyết khoa học, khi được thu thập và giải thích theo phương pháp khoa học.
Trong triết học, nghiên cứu bằng chứng gắn chặt với nhận thức luận, xem xét bản chất của kiến thức và làm thế nào có thể thu thập bằng chứng.